# Попов, Пётр Дмитриевич (Герой Советского Союза)
Пётр Дмитриевич Попов (1895—1956) — советский военнослужащий. Участник Гражданской войны в России, борьбы за становление Советской власти в Средней Азии и Великой Отечественной войны. Герой Советского Союза (1944). Гвардии старшина.

## Биография
Родился в 1895 году в селе Грачёвка Бузулукского уезда Самарской губернии Российской империи (ныне село, районный центр Оренбургской области Российской Федерации) в семье казака - переселенца. Русский.
Окончил начальную школу. С 1908 года батрачил. 2 февраля 1918 года добровольцем вступил в Красную Армию. Воевал в составе отряда Красной гвардии под командованием В. К. Блюхера против белоказацкой армии атамана А. И. Дутова. Затем сражался на Восточном фронте против войск адмирала А. В. Колчака. После окончания Гражданской войны П. Д. Попов был направлен в Туркменскую область для борьбы с басмачеством. В 1924 году последние отряды туркменских басмачей были ликвидированы, и Пётр Дмитриевич был демобилизован. До начала Великой Отечественной войны он жил и работал в городе Мерве (с 1937 года — город Мары) Туркменской ССР.
Вновь в ряды Рабоче-крестьянской Красной Армии П. Д. Попов был призван Марыйским районным военкоматом 15 сентября 1941 года. Окончил школу младших командиров, затем служил в 9-м запасном кавалерийском полку. В боях с немецко-фашистскими захватчиками Пётр Дмитриевич с 19 ноября 1942 года на Юго-Западном фронте в составе 312-го кавалерийского полка 112-й Башкирской кавалерийской дивизии 8-го кавалерийского корпуса. В ходе контрнаступления советских войск под Сталинградом участвовал в операциях «Уран» и «Малый Сатурн». В январе 1943 года Пётр Дмитриевич принимал участие в боях на ворошиловградском направлении, освобождал город Морозовск. В феврале 1943 года в составе своего подразделения он участвовал в рейде по глубоким тылам противника, в ходе которого кавалеристы нанесли врагу ощутимый урон. За массовый героизм воинов Приказом НКО № 78 от 14 февраля 1943 года 8-й кавалерийский корпус был преобразован в 7-й гвардейский. Его 112-я кавалерийская дивизия стала 16-й гвардейской, а 312-й кавалерийский полк — 62-м гвардейским. В конце апреля 1943 года понёсшая большие потери 16-я гвардейская кавалерийская дивизия была выведена в тыл на переформирование. До сентября 1943 года дивизия оставалась в резерве, где её командование занималось обучением пополнения. В бой дивизия была брошена 10 сентября 1943 года на Центральном фронте в полосе наступления 61-й армии в ходе Черниговско-Припятской операции. Гвардии сержант П. Д. Попов особо отличился при освобождении Черниговской области Украинской ССР.
В наступательных боях коннопосыльный 62-го гвардейского кавалерийского полка гвардии сержант П. Д. Попов, получив задачу двигаться в дозоре, неоднократно обнаруживал заслоны противника и производил разведку его обороны, чем способствовал выполнению полком поставленных боевых задач. 20 сентября 1943 года при подходе к селу Черныш Черниговского района Черниговской области Украинской ССР дозорная группа попала под шквальный пулемётный огонь. Товарищи Петра Дмитриевича вышли из строя, но он, умело маскируясь, сумел уничтожить одного офицера и 5 немецких солдат. В ходе боя Попов запомнил расположение обнаруживших себя огневых точек противника, что позволило полку с минимальными потерями освободить населённый пункт. 21 сентября 1943 года полк вёл тяжёлый бой за совхоз «1-е Мая» в Городнянском районе Черниговской области. Противник атаковал крупными силами пехоты при поддержке шести танков «Тигр», трёх средних танков и одной самоходной артиллерийской установки, создав угрозу окружения подразделений полка. Исход боя зависел от слаженных действий эскадронов. В сложившихся условиях коннопосыльный полка П. Д. Попов под сильным артиллерийским и ружейно-пулемётным огнём противника обеспечил своевременную доставку приказов командира полка командирам эскадронов, чем способствовал отражению вражеской атаки.
Указом Президиума Верховного Совета СССР «О присвоении звания Героя Советского Союза генералам, офицерскому, сержантскому и рядовому составу Красной Армии» от 15 января 1944 года за «образцовое выполнение боевых заданий командования на фронте борьбы с немецкими захватчиками и проявленными при этом отвагу и геройство» гвардии сержанту Попову Петру Дмитриевичу было присвоено звание Героя Советского Союза.
Форсировав Днепр в районе Лоева, подразделения 7-го гвардейского кавалерийского корпуса участвовали в освобождении юго-восточных районов Белорусской ССР в составе 61-й и 65-й армий (Гомельско-Речицкая и Калинковичско-Мозырская операции). В ночь с 10 на 11 января 1944 года 62-й гвардейский кавалерийский полк, выйдя в тыл мозырской группировки противника с задачей перерезать её коммуникации, вступил в бой за деревню Слобода Мозырского района Гомельской области Белорусской ССР. Подразделения полка с разных сторон захватили окраины села, однако его центр находился под контролем немцев. В сложных условиях старший делегат связи гвардии сержант П. Д. Попов осуществлял доставку приказов командира полка в разъединённые эскадроны, чем обеспечил координацию их действий. 14 января 1944 года Пётр Дмитриевич участвовал в освобождении города Мозырь. Вскоре ему было присвоено звание старшего сержанта. Весной 1944 года на 2-м Белорусском фронте гвардии старший сержант Попов в составе своего подразделения освобождал Полесье в ходе Полесской операции.
Перед началом Белорусской стратегической операции 7-й гвардейский кавалерийский корпус был передан в подчинение 1-му Белорусскому фронту. Летом 1944 года П. Д. Попов участвовал в Люблин-Брестской операции, форсировал реки Западный Буг и Вислу. К началу 1945 года Петру Дмитриевичу было присвоено звание гвардии старшины, и он был назначен на должность старшего связного. Во время наступательных боёв с 15 января 1945 года, будучи старшим делегатом связи, он обеспечивал связь командного пункта полка с эскадронами. В ходе Варшавско-Познанской операции участвовал в освобождении польского города Томашув. Во время Восточно-Померанской операции при выполнении боевого задания в районе населённого пункта Кремцев гвардии старшина Попов наткнулся на засаду противника. С ходу ворвавшись в немецкий окоп, он в рукопашной схватке уничтожил трёх немецких солдат и захватил вражеский пулемёт. В бою Пётр Дмитриевич был ранен, но отказался ехать в медсанбат и остался в строю. На заключительном этапе войны гвардии старшина П. Д. Попов участвовал в Берлинской операции, в составе своего подразделения штурмовал немецкие города Вандлиц и Бранденбург. Боевой путь завершил на реке Эльбе.
Демобилизовавшись, вернулся в Туркмению. Жил в городе Мары. 3 января 1956 года Пётр Дмитриевич скончался. По решению местных властей был похоронен на городской площади.

## Награды
- Медаль «Золотая Звезда» (15.01.1944);
- орден Ленина (15.01.1944);
- орден Отечественной войны 2-й степени (15.06.1945);
- орден Красной Звезды (23.01.1944);
- медали, в том числе:

медаль «За отвагу» (25.09.1943);
медаль «За оборону Сталинграда» (1943).

## Документы
- Общедоступный электронный банк документов «Подвиг Народа в Великой Отечественной войне 1941—1945 гг.» Дата обращения: 8 декабря 2012. Архивировано из оригинала 13 марта 2012 года.

Представление к званию Героя Советского Союза и указ ПВС СССР о присвоении звания). Дата обращения: 29 ноября 2015. Архивировано 17 января 2013 года.
Орден Отечественной войны 2-й степени (наградной лист и приказ о награждении). Дата обращения: 8 декабря 2012. Архивировано 17 января 2013 года.
Орден Красной Звезды (наградной лист и приказ о награждении). Дата обращения: 8 декабря 2012. Архивировано 17 января 2013 года.